# Grand Marnier
Grand Marnier Cordon Rouge (rød) er en likør med appelsinsaft skabt i 1880 af Alexandre Marnier-Lapostolle. Den har en alkoholprocent på 40. Den fremstilles af Marnier-Lapostolle, som blev købt af Campari Group i 2016. Samtidigt sluttede produktionen af Cordon Jaune (gul), der var fremstillet af korn snarere end af cognac.
| Mad og drikke | Spire Denne artikel om mad og drikke er en spire som bør udbygges. Du er velkommen til at hjælpe Wikipedia ved at udvide den. |